# Шарафутдинов, Раиф Кашифович
Раи́ф Каши́фович Шарафутди́нов (тат. Rəif Kəşif ulı Şərəfetdinev, Рәиф Кәшиф улы Шәрәфетдинев, 16 сентября 1944 — 7 июня 2016) — российский журналист, публицист, прозаик и переводчик, издатель, автор семи книг. Заслуженный работник культуры Российской Федерации, член Союза журналистов России.

## Биография
Родился в татарской семье в г. Магнитогорске. Являлся потомком репрессированных в 1930-е годы мусульманских священнослужителей. Дед Шамиль Шарафутдинов был российским офицером в русско-японскую войну; после поражения России несколько лет путешествовал по Юго-Восточной Азии.
В юности активно занимался спортом, имея разряды по плаванию, велосипедному спорту и альпинизму.
В 1962 году окончил Магнитогорский индустриальный техникум. 
- 1962—1963 гг. — вальцовщик 8-го разряда на Златоустовском металлургическом заводе.
- 1963—1969 гг. — инженер-конструктор в Центральной технологической лаборатории Магнитогорского металлургического комбината.

С 1969 года работал журналистом на телевидении и в прессе:
- 1969—1972 гг. — создавал видовые романтические кинозарисовки о рабочих и спортсменах, многие из которых были отмечены на областном и всесоюзном уровне,
- 1969—2006 гг. — редактор промышленного отдела Магнитогорского телевидения, в редакции газеты «Магнитогорский рабочий» (литературный сотрудник, заведующий промышленным отделом, экономический обозреватель, и. о. заместителя главного редактора, специальный корреспондент при редакторате).

В 1973 году — вступил в Союз журналистов СССР.
- 1986—1989 гг. — редактировал радиогазету «Вестник стройки» на строительстве кислородно-конвертерного цеха ММК,
- 1987—1990 гг. — выпускал газету «Nad Uralem» вместе с польскими строителями стана «2000» ММК,
- 1990—1994 гг. — основал и редактировал дайджест «Эхо инопрессы» (издавался в Челябинске, Свердловске, Ростове-на-Дону тиражом в 100000 экз.) и еженедельник «БизнесИнтеркурьер» (г. Магнитогорск, 10000 экз.),
- 1994—1997 гг. — в газете «Магнитогорский рабочий» выпускал ежемесячные издания «газет в газете», посвящённых различным национальным культурам: «Жомга», «Шабат Шалом», «Воскресение», нашедшие положительный отклик как в России, так и за рубежом,
- 1997—2001 гг. — в газете «Магнитогорский рабочий» выпускал полосу «Рукопожатие», посвящённую диалогу представителей различных культур,

В 1995 году окончил литературный факультет Магнитогорского государственного педагогического института (ныне — государственный университет).
В 1997 году — стал лауреатом поощрительной премии областного журналистского конкурса (г. Челябинск). В 2004 году в Магнитогорском Доме печати вышла книга интервью, репортажей, очерков, зарисовок «В сердце я навек сохраню», а в 2005 году — книга «Ты помнишь, товарищ…»
В 2006 году был удостоен звания «Заслуженный работник культуры Российской Федерации». В Магнитогорском Доме печати вышла книга «Урок длиною в 75 лет».
В 2007 году — вышел на пенсию, занялся литературным трудом. В ООО «Линотипист» (г. Пласт) вышел из печати роман «Татарская жена».
- 2008 — в издательстве «МиниТип» (г. Магнитогорск) вышел из печати роман «В мирные дни».
- 2009 — вышел из печати роман «Хемингуэй. Эпиграфы для глав».

Скончался 7 июня 2016 года. Похоронен на Левобережном кладбище Магнитогорска.

## Литературная и журналистская деятельность
Очерки Раифа Шарафутдинова печатались в газетах Магнитогорска и Челябинска, в центральных изданиях («Комсомольская правда», «Известия», «Социалистическая индустрия», «Московские новости», «Социалистические профсоюзы» и др.), в польских газетах «Nad Uralem», «Rzecz Pospolita», «Dziennik Polski», «Gazeta Krakowska», а также в многочисленных сборниках.
Раиф Шарафутдинов является автором более 500 портретных и проблемных очерков.

### Романы
- Татарская жена (2007)
- В мирные дни (2008)
- Хемингуэй. Эпиграфы для глав (2009)

### Переводы
С польского языка:
- Ольбрыхский Д. Памятник Высоцкому (повесть)
- Добош К. Быть русским (повесть).

### Книги
1. 2004 — В сердце я навек сохраню (интервью, репортажи, очерки, зарисовки). — Магнитогорск, Магнитогорский Дом печати, 420 с. Тираж: 1000 экз.
2. 2005 — Ты помнишь, товарищ… — Магнитогорск, Магнитогорский Дом печати, 220 с. Тираж: 1000 экз.
3. 2006 — Урок длиною в 75 лет. — Магнитогорск, Магнитогорский Дом печати, 240 с. Тираж: 2000 экз.
4. 2007 — Татарская жена (роман). — Пласт, ООО «Линотипист», 240 с. Тираж: 500 экз.
5. 2008 — В мирные дни (роман). — Магнитогорск, «МиниТип», 200 с. Тираж: 1000 экз. ISBN 978-5-8004-0095-3
6. 2009 — Близко к сердцу (5+5 бесед с главным кардиологом Магнитогорска, Иваном Ивановичем Ивановым). — Магнитогорск, «МиниТип», 50 с. Тираж: 110 экз. ISBN 978-5-8004-0121-9
7. 2009 — Хемингуэй. Эпиграфы для глав (роман). — Магнитогорск, «МиниТип», 268 с. Тираж: 1000 экз. ISBN 978-5-8004-0068-7

### Публикации
1. Ольбрыхский Д. Памятник Высоцкому (повесть, пер. с польск. яз.). — «Вечерний Челябинск», сентябрь—октябрь 1992.
2. Собинкор сообщает из Магнитки… (о К. Добоше) — «Магнитогорский рабочий», 7 декабря 1994.
3. Каждый пишет, как он дышит (очерк). — «Магнитогорский рабочий», 9 июля 1997, с. 3.
4. «В раздумье прошедшие дни вспоминаю…» (о В. Павелине). — «Магнитогорский рабочий», 6 февраля 1999, с. 14.
5. Приключения поляка в Магнитогорске в конце XX века (отрывок из книги «Быть русским» К. Добоша), перевод Р. Шарафутдинова. — «Магнитогорский рабочий», 20 июля 2002.
6. Пани Томашевска (отрывок из главы «Бабский рай» книги «Быть русским» К. Добоша), перевод Р. Шарафутдинова. — «Магнитогорский рабочий», 2 августа 2002.
7. Уходящая натура (отрывок из главы «Бабский рай» книги «Быть русским» К. Добоша), перевод Р. Шарафутдинова. — «Магнитогорский рабочий», 23 августа 2002.
8. Одинокий голос в ночи (о К. Добоше). — «Правда» (Москва), 29 октября 2002. — Веб-ссылка
9. Романов заявил: «МаГУ». — «Магнитогорский металл», 26 ноября 2005. — Веб-ссылка
10. Гордо реет заголовок! (Мелешинский вымпел на боевом корабле). — «Магнитогорский металл», 19 июня 2010. — Веб-ссылка

## Звания
- Заслуженный работник культуры Российской Федерации (2006)

## Награды
- Лауреат областного журналистского конкурса на лучшую журналистскую работу года (г. Челябинск, 1997) — за материал «Смело, товарищи, в…»
- Почётная грамота администрации Челябинской области (2000)
- Благодарность губернатора Челябинской области (2004)
- Благодарственное письмо Законодательного собрания Челябинской области (2005)